# Temporada 1982 del Campeonato del Mundo de Motociclismo
La temporada de 1982 del Campeonato del Mundo de Motociclismo fue la 34.ª edición del Campeonato Mundial de Motociclismo.

## Desarrollo y resultados
El italiano Franco Uncini a bordo del equipo de Roberto Gallina de Suzuki fue el ganador de la categoría de 500cc.
Yamaha introdujo la nueva moto de motor V4 para Kenny Roberts pero tuvo grandes problemas durante la temporada. Roberts también utilizó ruedas Dunlop después de la retirada de Goodyear. Honda abandonó su NR500 de cuatro tiempos en favor de la NS500 V3 de dos tiempos pilotado por el debutante Freddie Spencer, el italiano Marco Lucchinelli y el veterano Takazumi Katayama. Spencer dio a Honda la primera victoria en 500cc desde 1967. Roberts se lesionó un dedo y una rodilla en el GP de Gran Bretaña y se podría haber perdido el resto de la temporada. Barry Sheene 
fue tercero en el campeonato, empatado en puntos con Roberts después de ocho Grandes Premios, sin embargo, su temporada tuvo un final prematuro mientras probaba la nueva Yamaha V4. Golpeó la máquina del francés Patrick Igoa durante la práctica en Silverstone y se rompió las piernas y un brazo. 
La mayoría de los pìlotos patrocinados por la fábrica boicotearon la ronda francesa en Nogaro en protesta por las condiciones inseguras de la pista.
Anton Mang defendió con éxito su título 350 para Kawasaki a pesar de haber ganado solo una carrera. 
Él sería el último campeón del mundo 350 ya que la clase sería suspendida después de 1982. Mang perdió su corona 250 a Jean-Louis Tournadre por un punto a pesar de ganar cinco carreras. Ángel Nieto se alzó con su título número 11 en al categoría de 125 con Garelli. En la categoría 50cc, Eugenio Lazzarini y Stefan Dörflinger se intercambiaron tres victorias cada uno pero Dörflinger se llevó el título debido a sus tres segundos puestos.

## Calendario
| Ronda | Fecha            | Gran Premio                     | Circuito                     | Ganador 50cc      | Ganador 125cc      | Ganador 250cc        | Ganador 350cc       | Ganador 500cc     |
| ----- | ---------------- | ------------------------------- | ---------------------------- | ----------------- | ------------------ | -------------------- | ------------------- | ----------------- |
| 1     | 29 de marzo      | Gran Premio de Argentina        | Buenos Aires                 |                   | Ángel Nieto        |                      | Carlos Lavado       | Kenny Roberts     |
| 2     | 2 de mayo        | Gran Premio de Austria          | Salzburgring                 |                   | Ángel Nieto        |                      | Eric Saul           | Franco Uncini     |
| 3     | 9 de mayo        | Gran Premio de Francia          | Nogaro                       |                   | Jean-Claude Selini | Jean-Louis Tournadre | Jean-François Baldé | Michel Frutschi   |
| 4     | 23 de mayo       | Gran Premio de España           | Jarama                       | Stefan Dörflinger | Ángel Nieto        | Carlos Lavado        |                     | Kenny Roberts     |
| 5     | 30 de mayo       | Gran Premio de las Naciones     | Misano                       | Stefan Dörflinger | Ángel Nieto        | Anton Mang           | Didier de Radiguès  | Franco Uncini     |
| 6     | 26 de junio      | Gran Premio de los Países Bajos | Assen                        | Stefan Dörflinger | Ángel Nieto        | Anton Mang           | Jean-François Baldé | Franco Uncini     |
| 7     | 4 de julio       | Gran Premio de Bélgica          | Circuit de Spa-Francorchamps |                   | Ricardo Tormo      | Anton Mang           |                     | Freddie Spencer   |
| 8     | 18 de julio      | Gran Premio de Yugoslavia       | Rijeka                       | Eugenio Lazzarini | Eugenio Lazzarini  | Didier de Radiguès   |                     | Franco Uncini     |
| 9     | 1 de agosto      | Gran Premio de Gran Bretaña     | Silverstone                  |                   | Ángel Nieto        | Martin Wimmer        | Jean-François Baldé | Franco Uncini     |
| 10    | 8 de agosto      | Gran Premio de Suecia           | Anderstorp                   |                   | Iván Palazzese     | Roland Freymond      |                     | Takazumi Katayama |
| 11    | 15 de agosto     | Gran Premio de Finlandia        | Imatra                       |                   | Iván Palazzese     | Christian Sarron     | Anton Mang          |                   |
| 12    | 29 de agosto     | Gran Premio de Checoslovaquia   | Brno Circuit                 |                   | Eugenio Lazzarini  | Carlos Lavado        | Didier de Radiguès  |                   |
| 13    | 5 de septiembre  | Gran Premio de San Marino       | Mugello                      | Eugenio Lazzarini |                    | Anton Mang           |                     | Freddie Spencer   |
| 14    | 26 de septiembre | Gran Premio de Alemania         | Hockenheim                   | Eugenio Lazzarini |                    | Anton Mang           | Manfred Herweh      | Randy Mamola      |